# Pugnus
Pugnus là một chi ốc biển rất nhỏ, là động vật thân mềm chân bụng sống ở biển trong họ Cystiscidae.

## Các loài
Các loài thuộc chi Pugnus bao gồm:
- Pugnus lachrimula (Gould, 1862)
- Pugnus margaritella Faber, 2006[2]
- Pugnus serrei (Bavay, 1911)[3]
- Pugnus tarasconii Rios, 2009